# تونی هیل
تونی ازگیل (انگلیسی: Tony Hale؛ زادهٔ ۳۰ سپتامبر ۱۹۷۰) یک بازیگر اهل ایالات متحده آمریکا است. وی از سال ۱۹۹۷ میلادی تاکنون مشغول فعالیت بوده‌است.
از فیلم‌ها یا برنامه‌های تلویزیونی که وی در آن نقش داشته‌است، می‌توان به شب‌زنده‌داران، پرورش شکست‌خورده، افسانه دسپراکس، آر وی، عجیب‌تر از داستان،  گروه مرموز بندیکت(فیلم ۲۰۲۱و۲۰۲۲)،آلوین و سنجاب‌ها ۴، افراط آمریکایی، اطلاع‌رسانی!، خانم مسابقه، مهمانی ساحلی، پروژه نهایی آرچی و کلیفورد سگ بزرگ قرمز اشاره کرد.تونی برای بازی در سریال معاون رییس جمهور(۲۰۱۶) برنده جایزه امی بهترین بازیگر نقش مکمل مرد شد.